# Амакинський
Ама́кинський (рос. Амакинский) — колишнє селище в Анабарському улусі, Республіка Саха, Росія. Підпорядковувалось селу Ебелях.
Селище розташоване на лівому березі річки Ебелях, правої притоки Анабару. Населення в 1989 році становило 0,2 тис. осіб. Тут функціонувала геологічно-розвідницька експедиція, була лікарня.